# Râul Călimănuțul
Râul Călimănuțul este un curs de apă, afluent al râului Călimănelul cel Limpede.  